# Campylocentrum amazonicum
Campylocentrum amazonicum là một loài thực vật có hoa trong họ Lan. Loài này được Cogn. mô tả khoa học đầu tiên năm 1906.

## Hình ảnh

- Tập tin:Campylocentrum fasciola............ Flora Brasiliensis 3-6-106.jpg